# Архиепархия Врхбосны
Архиепархия Врхбосны, полное название Архиепархия Врхбосны (Сараево) (босн. Vrhbosanska (Sarajevska) nadbiskupija, лат. Archidioecesis Vrhbosnensis o Seraiensis) — католическая архиепархия латинского обряда в Боснии и Герцеговине с центром в городе Сараево. Единственная архиепархия страны, исторически древнейшая и важнейшая католическая епархия Боснии. Врхбосна — историческое название города Сараево.

## История
Епархия в Врхбосне основана в VII веке, вероятно в ранний период зависела от Салоны (Сплита). В XIII—XIV веках, когда Босния превратилась в сильное славянское королевство (периодически зависимого от Венгрии, периодически независимого), епархия Врхбосны усилила своё значение. Во второй половине XV века Босния и Герцеговина попала под турецкую власть. Началась массовая исламизация населения, но часть местного населения осталась христианами. После освобождения от турок сложилась картина этно-конфессионального размежевания населения страны на три группы: боснийцы-мусульмане, православные сербы и католики-хорваты. По данным австрийской переписи 1879 года население на 42,88 % состояло из православных, на 38,75 % из мусульман и на 18,08 % из католиков.
В 1881 году епархия Врхбосны получила статус архиепархии.
Боснийская война 1992—1995 годов привела к существенному изменению этно-конфессиональной картины, в частности процент католиков и в стране в целом и в архиепархии Врхбосны резко снизился из-за массовой миграции боснийских хорватов в независимую Хорватию. В 1990 году число католиков в архиепархии Врхбосны превышало 527 тысяч человек, тогда как сейчас их около 215 тысяч, более чем в два раза меньше.
Множество католических храмов в архиепархии было разрушено в ходе боевых действий, после окончания войны их восстановление было главной задачей архиепархии.

## Статистика
По данным на 2004 год в архиепархии насчитывалось 215 000 католиков (11 % населения), 324 священника и 148 приходов. Кафедральным собором епархии является Собор Сердца Иисусова в Сараево. С 1990 года архиепархию возглавляет кардинал Винко Пулич. Вспомогательный епископ — Перо Судар.
Митрополии Врхбосны подчинены епархии Баня-Луки, Мостар-Дувно, а также епархия Скопье в соседней Республике Македония.

## Ординарии архиепархии
- Матия Деливич O.F.M.[2] (12.12.1735 — 14.11.1740);
- Павао Драгичевич Pavao O.F.M. (15.12.1740 — 30.06.1766);
- Мариян Богданович O.F.M. (17.08.1767 — 20.11.1772);
- Марко Добретич O.F.M. (12.12.1772 — 4.04.1784);
- Августин Ботош-Окич O.F.M. (7.05.1784 — 1796);
- Грго Илийич O.F.M. (1798—1813);
- Августин Милетич O.F.M. (1813—1832);
- Рафаэль Баришич O.F.M.Obs. (24.03.1832 — 24.03.1846);
  - Андреа Карачич O.F.M.Obs. (1851—1853), администратор;
- Мариан Шунич O.F.M.Obs. (3.10.1854 — ?);
- Себастьян Франкович O.F.M.Obs. (24.03.1861 — ?);
- Паскаль Вуйчич O.F.M. (6.08.1866 — ?);
- Йосип Стадлер (18.11.1881 — 11.12.1918);
- Иван Еванджелист Шарич (2.05.1922 — 16.07.1960);
- Марко Алаупович (7.09.1960 — 13.01.1970);
- Смилян Франьо Чекада (13.01.1970 — 18.01.1976);
- Марко Йозинович (27.06.1977 — 19.04.1990);
- Винко Пулич (19.11.1990 — 29.01.2022);
- Том Вукшич (29.01.2022 — по настоящее время).

### Вспомогательные епископы
- епископ Антон Бонавентура Еглич (1897 – 1898);
- епископ Томислав Ябланович (1971 – 1986);
- епископ Перо Судар (1993 – по настоящее время).